# Adenomus kandianus
Adenomus kandianus е вид земноводно от семейство Крастави жаби (Bufonidae). Видът е критично застрашен от изчезване.

## Разпространение
Разпространен е в Шри Ланка.